# قصر بن غشير
قصر بن غشير هي منطقة تقع جنوب العاصمة طرابلس وتبعد عنها حوالي 26 كم تحدها شمالًا منطقتي صلاح الدين وطريق المطار وشرقا وادي الربيع وغربا السواني وجنوبا اسبيعة وتعتبر ضاحية من ضواحي العاصمة الجنوبية ويوجد بها أكبر مصنع للمياه المعدنية ويسمى النبع بن غشير للإشارة إلى منطقة قصر بن غشير بطرابلس بجانب المنطقة يقع مطار طرابلس العالمي.

## الأحياء
هذه قائمة بأبرز أحياء منطقة قصر بن غشير في العاصِمة طرابلس:
- حي المطار
- حي أبو شهيوة.
- حي الزراعة.
- حي الملجاء.
- حي أبو ظهير.
- حي الدولار.
- حي البريد.
- حي فندق الشريف.
- خلة بن عون.